# À plein temps (film)
Ne doit pas être confondu avec À plein temps (feuilleton télévisé).
Pour plus de détails, voir Fiche technique et Distribution.
À plein temps est un film dramatique français réalisé par Éric Gravel et sorti en 2021.

## Synopsis
Julie est une femme qui court. Mère séparée de son mari, elle se débat pour élever seule ses deux enfants, vit à la campagne mais travaille à Paris, comme première femme de chambre dans un palace. Chaque jour est une course contre la montre : va-t-elle arriver à attraper son RER, va-t-elle arriver à temps à l'école, sera-t-elle en retard à son travail, tout devient un suspense. Son ex-mari ne versant par ailleurs pas régulièrement sa pension alimentaire, elle a alors du mal à boucler son budget.
Une importante grève des transports et des manifestations dans les rues de la capitale viennent renforcer ses difficultés quotidiennes. Malgré les bus de substitution, l'auto-stop et le covoiturage, elle arrive en retard au travail, subit des reproches de sa responsable et se retrouve le soir également en retard pour récupérer ses enfants chez la nounou.
Ces problèmes se compliquent du fait que Julie a par ailleurs entamé des démarches pour retrouver un emploi de cadre correspondant à sa formation initiale. Convoquée à un entretien d'embauche, elle doit ainsi s'absenter de son travail, source de conflit supplémentaire avec la direction de l'hôtel.
Son premier entretien s'étant bien passé, elle est invitée à rencontrer la cheffe de service mais cette fois aucune de ses collègues n'accepte de la remplacer. Elle demande alors à une jeune employée encore en période d'essai de la couvrir en pointant avec son badge pour dissimuler son absence. La supérieure hiérarchique s'en rend cependant compte et Julie est licenciée ainsi que sa jeune collègue.
La situation de Julie devient vraiment critique. Alors qu'elle rappelle l'entreprise dans laquelle elle avait passé des entretiens, elle tombe sur une secrétaire qui lui répond sèchement que si elle n'a pas eu de réponse, c'est que sa candidature n'a sans doute pas été retenue. Elle postule alors à un poste de caissière dans un supermarché près de chez elle et, alors qu'elle amène ses enfants pour la journée au jardin d'acclimatation, elle reçoit un appel sur son téléphone portable lui annonçant qu'elle est embauchée pour le poste de chargée d'études marketing auquel elle avait postulé.

## Fiche technique
Sauf indication contraire, les informations mentionnées dans cette section peuvent être confirmées par les bases de données cinématographiques IMDb et Allociné,  présentes dans la section « Liens externes ».
- Titre original : À plein temps
- Réalisation et scénario : Éric Gravel
- Musique : Irène Drésel
- Décors : Thierry Lautout
- Costumes : Caroline Spieth
- Photographie : Victor Seguin
- Montage : Mathilde Van de Moortel
- Son : Dana Farzanehpour
- Production : Raphaëlle Delauche, Nicolas Sanfaute
- Société de production : Novoprod, France 2 Cinéma, en association avec la SOFICA Palatine Etoile 18
- Société de distribution : Haut et Court
- Budget : 2,70 millions d'euros
- Pays de production :  France
- Langue originale : français
- Format : couleur
- Genre : drame
- Durée : 87 minutes
- Dates de sortie : 
  - Italie : 2 septembre 2021 (Mostra de Venise)
  - France : 16 mars 2022
  - Belgique : 23 mars 2022[3]
  - Québec : 29 avril 2022[4]

## Distribution
- Laure Calamy : Julie Roy
- Anne Suarez : Sylvie
- Geneviève Mnich : Madame Lusigny, la nounou
- Nolan Arizmendi : Nolan
- Sasha Lemaitre Cremaschi : Chloé
- Cyril Gueï : Vincent
- Lucie Gallo : Jeanne Delacroix
- Agathe Dronne : Sophie
- Dana Fiaque : Amina
- Olivier Faliez : Paul, le voiturier
- Mathilde Weil : Lydia
- Marème N'Diaye : Inès
- Irina Muluile : Irina
- Aymeline Alix : Claire
- Carima Amarouche : Mireille

## Production

### Lieux de tournage
La maison de Julie et celle de la nounou se trouvent à Collemiers dans le département de l'Yonne, village connu du réalisateur qui réside près de Sens où de nombreux habitants prennent le train chaque jour, comme Julie, pour se rendre à leur travail en région parisienne. La gare filmée est celle de Pont-sur-Yonne. D'autres scènes nocturnes ont été tournées tout près à Saint-Sérotin et le magasin où le personnage principal postule à un emploi se situe dans les environs à Villeneuve-la-Guyard.

## Accueil

### Accueil critique
La critique presse se montre très enthousiaste pour ce film. En France, le site Allociné propose une moyenne de 4/5 à partir de l'interprétation des critiques presse recensées.
« Le réalisateur Éric Gravel réussit un travail d’orfèvre : il s’attache à chaque geste, répétitif, des femmes de chambre, pour restituer l’exigence harassante d’un métier. » écrit Guillemette Odicino dans Télérama. « Le film nous fait littéralement vivre la course contre la montre à laquelle se livre quotidiennement Julie » précise Maroussia Dubreuil dans Le Monde. Ces deux critiques considèrent aussi que la musique électronique d’Irène Drésel est fort bien adaptée au rythme du film. La critique presse salue la prestation de Laure Calamy, « exceptionnelle » pour 20 Minutes, l'actrice est « une nouvelle fois impressionnante » pour Les Échos. Pour L'Humanité, « primée à Venise comme le réalisateur Eric Gravel, Laure Calamy donne magnifiquement corps à ce personnage dans ce film enthousiasmant, qui interroge la charge mentale et le travail féminin ». Le Figaro se montre toutefois déçu par le film en ces mots : « un film sociétal qui épuise le spectateur ».

### Box-office
Le jour de sa sortie dans les salles françaises, le long métrage se place en quatrième position dans le classement du box-office des nouveautés en engrangeant 15 157 entrées, dont 4 356 en avant-première, pour 199 copies. Dans les sorties du jour, À plein temps est précédé par la comédie française Alors on danse (21 997) et suivi par une comédie franco-québécoise : Trois fois rien (5 022). Au bout d'une semaine d'exploitation, le film se place en 9e position du box-office français avec 100 254 entrées, devant la comédie Super-héros malgré lui (78 544) et derrière la nouveauté Alors on danse (167 617).
| Pays ou région | Box-office      | Date d'arrêt du box-office | Nombre de semaines |
| -------------- | --------------- | -------------------------- | ------------------ |
| France         | 211 394 entrées | 10 mai 2022                | 8                  |
| Total mondial  | -               | -                          | -                  |

### Sorties internationales
À plein temps sort à l'étranger dans plus de vingt pays dont l'Allemagne, l'Australie, l'Autriche, la Belgique, le Brésil, le Canada, la Chine, la Corée du Sud, la Croatie, l'Espagne, les États-Unis, la Grèce, l'Indonésie, l'Irlande, Israël, l'Italie, le Luxembourg, le Mexique, la Norvège, la Nouvelle-Zélande, les Pays-Bas, la Pologne, le Royaume-Uni, la Suède, la Suisse et Taïwan.

## Distinctions

### Récompenses
- Mostra de Venise 2021 :
  - Prix Orizzonti du meilleur réalisateur : Éric Gravel
  - Prix Orizzonti de la meilleure actrice : Laure Calamy
- Fai Persona Lavoro Ambiente Foundation Award (dans le cadre de la Mostra de Venise 2021) : Mention spéciale sur le thème du travail.
- Tertio Millennio Film Fest 2021[15] : Prix du meilleur film du jury qualité[16]
- Festival international du Film d'Uruguay 2021[17] : Prix du meilleur film de l'Association de la critique Uruguayenne[18]
- Les Arcs Film Festival 2021
  - Prix d'interprétation pour Laure Calamy
  - Prix Cineuropa
- Festival du film francophone de Grèce[19] : Prix du public
- Malaysia International  Film Festival & Golden Global Awards (en)
  - Prix du meilleur réalisateur pour Éric Gravel
  - Prix de la meilleure actrice pour Laure Calamy
- Festival international du film de Pékin : Prix de la meilleure musique pour Irène Dresel
- The American French Film Festival 2022 : Prix du public[20]
- Festival international de films de Ljubljana 2022 : Mention spéciale du Jury[21]
- César 2023 :
  - Meilleure musique originale pour Irène Drésel
  - Meilleur montage pour Mathilde Van de Moortel

### Nominations
- Présélection française à l'oscar du meilleur film étranger 2023[22]
- Lumières 2023 :
  - Meilleure actrice pour Laure Calamy
  - Meilleure musique pour Irène Drésel
- César 2023 :
  - Meilleure actrice pour Laure Calamy
  - Meilleur scénario original pour Éric Gravel

## Autour du film

### Incohérence
Au début du film quand Julie attrape au vol son train après avoir déposé ses enfants chez la nounou, elle monte dans un TER Bourgogne (faisant partie du réseau desservi par la Gare de Paris Lyon) et une fois dans le train une annonce informe d'un problème à la gare de Roissy-en-Brie, desservie par le réseau Gare de l'Est dont on aperçoit ensuite au cours du film régulièrement les panneaux d'affichage.